# Богородское (аэропорт)
«Богородское» — региональный аэропорт, расположен в 1 км на северо-восточнее от села Богородское (Ульчский район Хабаровского края).

## Принимаемые типыВС
Ан-24, Ан-26, Ан-28, Ан-38, Як-40, Cessna 208, DHC-8-100, DHC-8-200 и др. типы ВС 3-4 классов, вертолёты всех типов.

## Показатели деятельности
| год        | 2019 | 2020 | 2021 |
| пассажиров | 2352 | 2208 | 3088 |
| Источники: |      |      |      |

## Маршрутная сеть
Хабаровск
Южно-Сахалинск